# 탁트이바히

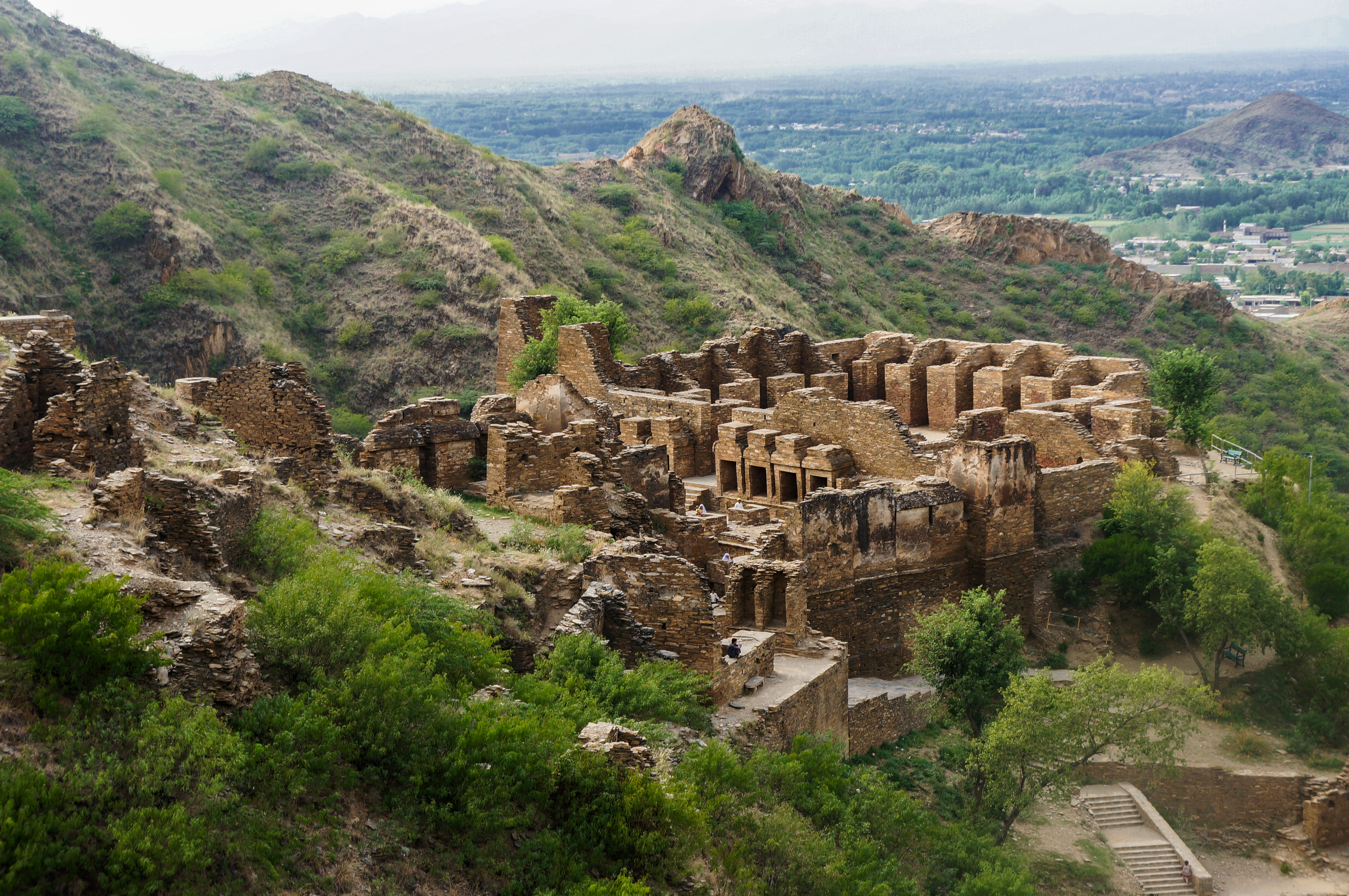

탁트이바히(파슈토어/우르두어: تجاتِ باځی, '물샘의 보좌'), 탁티바히, 따크띠바히는 파키스탄 카이베르파크툰크와주 마르단에 있는 고대 불교 수도원의 인도파르티아 고고학 유적지이다. 이 유적지는 한때 간다라 지역 전체에서 가장 중요한 불교 유물 중 하나로 간주된다.
이 수도원은 1세기에 설립되어 7세기까지 사용되었다. 이 단지는 고고학자들에 의해 특히 그 시대의 불교 수도원 중심지 건축물을 대표하는 것으로 간주된다. 탁트이바히(Takht-i-Bahi)는 1980년에 세계문화유산으로 등재되었으며, 유네스코에서는 이 지역이 "예외적으로 잘 보존되어 있다"고 설명했다.

## 같이 보기
- 파키스탄의 세계유산